# Hyphoraia carpetana
Hyphoraia carpetana là một loài bướm đêm thuộc phân họ Arctiinae, họ Erebidae.